# سو بورنس
سو بورنس (بالإنجليزية: Sue Burns)‏ هي لاعب كرة قاعدة أمريكية، ولدت في 19 أغسطس 1950، وتوفيت في 19 يوليو 2009 بسبب سرطان الرئة.